# Kelly Harmon
Pour les articles homonymes, voir Harmon.
Kelly Harmon est une actrice américaine née le 9 novembre 1948 dans le comté de Los Angeles  en Californie.

## Biographie
Kelly a un frère et une sœur tous deux aussi acteurs Mark Harmon et Kristin Harmon.

## Filmographie

### Cinéma
- 1978 – California Hôtel : une hôtesse de l'air

### Télévision
- 1976 – Switch (saison 1, épisodes 22 et 24) : Bobbi Robbins
- 1979 – Galactica (saison 1, épisode 17) : Sarah
- 1979 – Chips (saison 3, épisodes 9 et 10) : Candi Wright
- 1980 – Barnaby Jones (saison 8, épisode 15) : Laurie
- 1980 – L'Incroyable Hulk (saison 4, épisode 3) : Jean
- 1981 – L'Homme à l'orchidée (saison 1, épisode 6) : Susan
- 1981 – One Day at a Time (saison 7, épisode 4) : Kathy
- 1981 – Les Feux de l'amour (saison 1) : Dr. Jane Lewis
- 1982 – Hooker (saison 1, épisode 1) : officier Kelly Sanders
- 1983 – Bay City Blues (en) (saison 1) : Sunny Hayward
- 1984 – L'Homme au Katana (en) (The Master) (saison 1, épisode 9) : Allison

### Doublage
- 1973 – Jonathan Livingston le goéland : Kimmy